# Sesto Fiorentino
De stad Sesto Fiorentino is gelegen in de Italiaanse regio Toscane, in de provincie Florence. Deze plaats in Toscane is al zeer lang bewoond, onder andere door de Etrusken. In 1959 werd hier de Etruskische graftombe Tomba della Montagnola ontdekt.
Sesto Fiorentino is een voorstad van de Toscaanse hoofdstad Florence. De afstand tussen de twee steden bedraagt negen kilometer. Vandaar de naam "Sesto" (zes romeinse mijlen). De belangrijkste pijler voor de plaatselijke economie is de keramiekindustrie. In de stad is het Museo della Porcellane di Doccia gevestigd waar vooral keramiek van de 17de tot 20e eeuw te zien is.
Ten noorden van Sesto Fiorentino loopt een dertien kilometer lange panoramische weg over de bosrijke hellingen van de Monte Morello. Onderweg heeft men mooie vergezichten over het dal van de Arno en Florence.

## Frazione
- Osmannoro